# The Crucible of Man
The Crucible of Man - Something Wicked Part 2 är det amerikanska heavy metal/power metal-bandet Iced Earths nionde studioalbum. Albumet är den andra delen av två konceptalbum om bandets maskot Set Abominae. Till albumet Something Wicked This Way Comes gjorde bandet en trilogi låtar som de kallade "Something Wicked trilogy". Det är den historien de bygger ut med andra halvan av andra delen ("Birth of the Wicked") och hela tredje delen ("The Coming Curse") av albumet. The Crucible of Man - Something Wicked Part 2 lanserades 5 september 2008 av skivbolaget Steamhammer/SPV.
I december 2007 kungjordes det att Iced Earths gamla sångare Matt Barlow skulle återvända till bandet för att spela in albumet Revelation Abomination (senare namngivet The Crucible of Man - Something Wicked Part 2), istället för Tim 'Ripper' Owens som spelade in Framing Armageddon - Something Wicked Part 1. När Owens tvingades gå hoppade också basisten Dennis Hayes av, som spelat in en del basgitarr till Framing Armageddon - Something Wicked Part 1 och turnerat med bandet under hösten 2007.

## Låtlista
1. "In Sacred Flames" – 1:29
2. "Behold the Wicked Child" – 5:38
3. "Minions of the Watch" – 2:06
4. "The Revealing" – 2:40
5. "A Gift or a Curse?" – 5:34
6. "Crown of the Fallen" – 2:48
7. "The Dimension Gauntlet" – 3:12
8. "I Walk Alone" –  4:00
9. "Harbinger of Fate" – 4:43
10. "Crucify the King" – 5:36
11. "Sacrificial Kingdoms" – 3:58
12. "Something Wicked (Part 3)" – 4:31
13. "Divide Devour" – 3:15
14. "Come What May" – 7:24
15. "Epilogue" (instrumental) – 2:21

Text: Jon Schaffer (spår 1, 2, 4–9, 13, 14), Matt Barlow (spår 3, 10–12)
Musik: Jon Schaffer (spår 1–15), Jim Morris (spår 5), Tim Mills (spår 8)

## Medverkande
Musiker (Iced Earth-medlemmar)
- Matt Barlow – sång
- Jon Schaffer – gitarr, basgitarr, sång (spår 5), keyboard, bakgrundssång
- Brent Smedley – trummor

Bidragande musiker
- Troy Seele – sologitarr (spår 5, 6, 9)
- Dennis Hayes – basgitarr (spår 3, 5, 6, 10, 12)
- Jim Morris – gitarr (spår 5), bakgrundssång
- Steve Rogowski – cello (spår 15)
- Howard Helm, Todd Plant, Jason Blackerby, Corinne Bach, Tom Morris, Kathy Helm, Jeff Brant, Debra Brant – bakgrundssång

Produktion
- Jim Morris – producent
- Jon Schaffer – producent
- Nathan Perry, Felipe Machado Franco, David Newman-Stump – omslagskonst